# 戴维·格娄斯
戴维·格罗斯（英語：David Jonathan Gross，1941年2月19日—），美国理论物理学家，凱維里理論物理研究所教授。他受业于伯克利加州大学的杰弗里·丘教授。
在任教于普林斯顿大学期间，他和他的学生弗朗克·韦尔切克发现了量子色动力学中的渐近自由，由此他们与休·波利策一同分享了2004年度的诺贝尔物理学奖。八十年代中期以来他致力于弦理论的研究。他和杰弗里·哈维，爱弥尔·马提尼克，莱恩·罗姆建立的混合弦理论是第一次弦论革命期间的经典文献。它开创了弦理论应用于粒子物理唯象学研究的先声。